# Technical Image Press Association
Pour les articles homonymes, voir TIPA.
La Technical Image Press Association est une association internationale de magazines de photographie.
L'association représente 30 titres, publiés dans huit pays européens et sept pays non européens.

## Histoire
L'organisation a été créée en 1991 en tant qu'association de magazines européens de photographie et d'imagerie. Depuis 2009, des membres extra-européens ont rejoint l'organisation.

## Activités
Chaque année, les rédacteurs des magazines membres votent pour les meilleurs produits introduits sur le marché au cours des douze mois précédents, en tenant compte de l'innovation, de la technologie de pointe, du design, de la facilité d'utilisation et du rapport qualité-prix des produits.
La TIPA a organisé sa cérémonie annuelle de remise des prix tous les deux ans à photokina, un salon professionnel biennal pour les industries de la photographie et de l'imagerie.
Depuis 2021, les prix sont décernés dans le cadre du festival de l'image PHOTOPIA Hamburg.

## Membres de TIPA
Les magazines membres de l'association TIPA sont les suivants :
- Camera, Australie
- FHOX, Brésil
- Photo Life, Canada
- Photo Solution, Canada
- Chinese Photography, Chine
- Fisheye, France
- Réponses Photo, France
- digit !, Allemagne
- Foto Hits Magazin, Allemagne
- INPHO Imaging and Business, Allemagne
- Photo Presse, Allemagne
- Photographie (de), Allemagne
- ProfiFoto (de), Allemagne
- Photo Business, Grèce
- Photographos (en), Grèce
- Fotó Magazin, Hongrie
- Better Photography, Inde
- Fotografia Reflex, Italie
- FOTOgraphia, Italie
- Fotografie F+D, Pays-Bas
- Fotovisie, Pays-Bas
- P/fele Professionele Fotografie, Pays-Bas
- PiX Magazine, Afrique du Sud
- FV / Foto-Vídeo Actualidad, Espagne
- Digital Photo, Royaume-Uni
- Practical Photography, Royaume-Uni
- Professionnal Photo, Royaume-Uni
- pdn, États-Unis
- Rangefinder, États-Unis
- Shutterbug, États-Unis

Membre affilié
- Camera Journal Press Club - Japon

## Administration
La TIPA est soutenue par un conseil d'administration et un secrétariat basés à Madrid, en Espagne. Le conseil d'administration est élu par les membres lors d'une assemblée générale organisée chaque année.